# Династија Џоу
Династија Џоу (1122. п. н. е. — 256. п. н. е.) је била кинеска династија која је наследила династију Шанг и претходила династију Ћин. Династија Џоу је владала дуже него иједна друга династија у кинеској историји — иако је стварна политичка и војна контрола династије над Кином трајала једино у периоду Западног Џоуа. За време Џоуа, коришћење гвожђа је почело у Кини, иако се овај период кинеске историје често наводи као врхунац кинеских артефаката направљених од бронзе. Династија такође покрива период у коме је кинеско писмо еволуирало од древне етапе који се види у бронзаним натписима раног Западног Чоуа до почетака модерне етапе, у форми архаичних чиновничких записа касног Периода зараћених држава. Датум оснивања 1046. п. н. е. је подржан од стране пројекта Сја–Шанг–Џоу хронологије и Дејвида Панкенијера, док Дејвид Нивисон и Едвард Л. Шонеси датирају оснивање у 1045. п. н. е.
За вријеме династије Џоу, коријену домаће кинеске филозофије су се створили, почевши у 6. вијеку п. н. е. Тадашњи велики кинески филозофи, који су снажно утицали на будуће генерације Кинеза, били су Конфучије (Кунг Фу Це), оснивач конфучијанства и Лаоци, оснивач даоизма. Остали филозофи, теоретичари и филозофске школе овог времена су били Моцу, оснивач Моисма, Менције, славни конфучијанац који је проширио Кунг Фуцијеву баштину, Шанг Јанг и Хан Феизи, заслужни за развој древног кинеског легализма (кључне филозофије династије Ћин) и Сјунзи, који је био средина инетелектуалног живота у Кини током свог времена, можда чак и више него Менције.

## Мандат неба
У кинеској историјској традицији, Џоу су поразили Шанге и оријентисали шанговски систем обожавања предака према универзалнијем обожавању, удаљавањем од обожавања Дије према обожавању Тиана или „неба“. Своју владавину су оправдавали обраћањем мандатом неба, идејом да владар („Син Неба“) влада по божанском праву, али да његово свргавање значи да је изгубио тај мандат. Догађаји које доказују да је владајућа породица изгубила мандат неба су природне катастрофе и побуне. Та идеја је објашњавала и оправдавала пропаст династије Сја и Шанг те је истовремено подржавала легитимитет тренутних и будућих владара. 
Династију Џоу је основала породица Ђи чији је главни град био Шјао (鎬, Хàо, близу данашњег града Си'ана у долини реке Веи). Делећи језик и културу Шанга, рани владари Џоуа су кроз освајања и колонизацију створили империју са великим територијем, а чију су власт признавале и вазалне државе у Шандунгу, истовремено прихватајући културу Џоуа. Ширење бронзаних предмета карактеристичних за Џоуе је, међутим, било истовремено са употребом грнчарије у стилу Шанга у удаљеним предјелима тадашње Кине, па се претпоставља да су тадашње државе освојене тек пред крај периода Западног Џоуа.

## Историја

### Култура
Према Николасу Бодману, постоје индикације да се Џоу говорило језиком који се у основи не разликује у речнику и синтакси од језика Шанг. Једно недавно истраживање Дејвида Макра је користећи лексичку статистику дошло је до истог закључка. Џоу су увелико опонашали шангске културне праксе, можда да би учинили своју власт легитимном, и постали наследници шангске културе. У исто време, могуће је да су Џоу такође били повезани са Сиронзима, широко дефинисаном културном групом западно од Шанга, коју су Шанг сматрали вазалима. Према историчару Ли Фенгу, термин „Ронг“ током периода Западног Џоуа вероватно се користио за означавање политичких и војних противника, а не културних и етничких 'осталих'.

### Западни Џоу
Краљ Ву је одржавао стару престоницу за церемонијалне сврхе, али је изградио нову за своју палату и администрацију у близини Хао. Иако је Вуова рана смрт оставила младог и неискусног наследника, војвода од Џоу помагао је свом нећаку краљу Ченгу у учвршћивању краљевске власти. Опрезни због све веће моћи војводе од Џоу, „Троје гардиста”, Џоу принчева стационираних на источној равници, подигли су се на побуну против његовог регентства. Иако су прикупили подршку племића с независним наклоностима, партизана Шанга и неколико племена Донгји, војвода од Џоу је угушио побуну и даље проширио краљевство Џоу на исток. Да би одржао Џоу власт над његовом знатно проширеном територијом и спречио друге побуне, он је успоставио фенгђен систем (почасти и награде). Даље, супротставио се Џоу кризи легитимитета излажући доктрину Небеског мандата, док је прилагођавао важне Шанг ритуале у Вангченгу и Ченгџоу.